# Bistum Sées
Das in Frankreich gelegene Bistum Sées (lateinisch Dioecesis Sagiensis, französisch Diocèse de Séez) der römisch-katholischen Kirche mit dem Sitz im normannischen Sées (früher Séez) wurde bereits im 3. Jahrhundert begründet.

## Weblinks

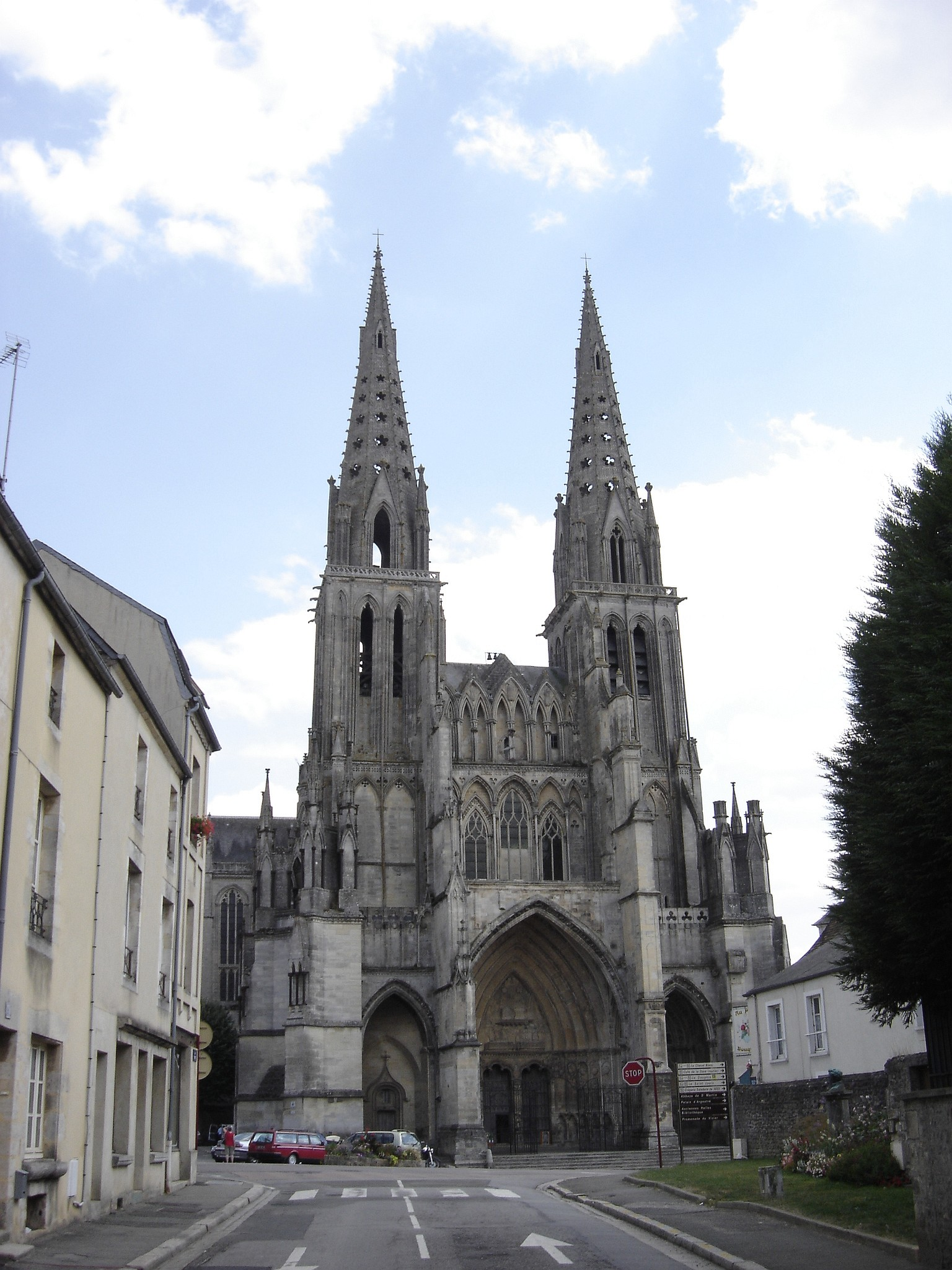
Sées, Kathedrale Notre-Dame